# もりおみずき
もりお みずき（1945年1月17日 - ）は、沖縄県平良市の小説家、児童文学作家。本名は友利昭子。

## 経歴
聖心女子大学国語国文学科を卒業する。高校の国語教諭として勤務する傍ら執筆する。1998年、第10回琉球新報児童文学賞を受賞する。2002年、第6回平良好児賞を受賞する。同年、「砂漠にて」で第11回ふくふく童話大賞を受賞する。2004年、「花いちもんめ」で第32回琉球新報短編小説賞を受賞する。2008年、「真夜中バースデー」で第6回北日本児童文学賞優秀賞を受賞する。同年、「ティダピルマ」で第17回小川未明文学賞優秀賞を受賞する。琉球新報児童文学賞、宮古島文学賞の選考委員を務めている。

## 作品リスト
- あかねちゃんのふしぎ もりおみずき作品集（2003年7月 ボーダーインク）。ISBN 4899820453